# Solarolo Rainerio
Solarolo Rainerio (Solarol Raineri in dialetto cremonese, pronuncia locale /sulaˈroːl rajˈneri/) è un comune italiano di 923 abitanti della provincia di Cremona, in Lombardia.

## Storia

### Simboli
Lo stemma e il gonfalone sono stati concessi con DPR del 14 ottobre 1983.
Il gonfalone è un drappo partito di giallo e di azzurro.

## Società

### Evoluzione demografica
Abitanti censiti

## Cultura
Solarolo Rainerio dispone di una biblioteca comunale dal 1965.

## Infrastrutture e trasporti
Fra il 1888 e il 1928 Solarolo Rainerio era servita dall'omonima fermata posta lungo la diramazione Ca' de Soresini-San Giovanni in Croce della tranvia Cremona-Casalmaggiore, gestita in ultimo dalla società Tramvie Provinciali Cremonesi.